# بدل شیطان
بدل شیطان (به انگلیسی: The Devil's Double) یک فیلم انگلیسی زبان بلژیکی-هلندی محصول ۲۰۱۱ به کارگردانی لی تاماهوری، نویسندگی مایکل توماس با بازی دومینیک کوپر در نقش دوگانه عدی صدام حسین و لطیف یحیی است. در ۲۲ ژانویه ۲۰۱۱ در جشنواره فیلم ساندنس ۲۰۱۱ منتشر شد و در ۲۹ ژوئیه ۲۰۱۱ توسط لاینزگیت در سینماها محدود اکران شد.
ماجراهای این فیلم برگرفته از کتاب «من فرزند رئیس‌جمهور بودم» نوشته لطیف یحیی، افسر وظیفهٔ سابق عراقی ساخته شده‌است. این کتاب در اواخر دهه نود منتشر شد. لطیف یحیی در این کتاب تجربه‌اش را از زندگی عدی صدام، پسر بزرگ صدام حسین بیان می‌کند که یک زندگی پر از خشونت، بی‌رحمی و ابتذال بوده‌است. این فیلم وقایع سال‌های ۱۹۸۳ تا ۱۹۹۷ عدی حسین و لطیف یحیی را نشان می‌دهد.
بدل شیطان نقدهای تقریباً مثبتی از طرف منتقدان فیلم و سینما دریافت کرد.

## داستان
لطیف یحیی (دومینیک کوپر) یک سرباز عراقی است که در جنگ ایران و عراق می‌جنگد. عدی حسین، پسر بزرگ صدام حسین او را از جبهه فرا می‌خواند تا بدل او شود. عدی حسین مبتلا به بیماری دگرآزاری (سادیسم) است. او مردم را به راحتی می‌کشد و دختران جوان را بعد از آن که از خیابان‌های شهر می‌رباید می‌کشد. لطیف تلاش می‌کند که او را متوقف کند. اما عدی دست از کارهایش برنمی‌دارد. لطیف فرار می‌کند و عدی او را تهدید می‌کند که اگر برنگردد پدر او را می‌کشد. اما لطیف حاضر به برگشتن نمی‌شود و عدی پدر وی را می‌کشد و …

## مکان فیلم‌برداری
بدل شیطان در کشورهای اردن و مالت فیلمبرداری شده‌است.